# The Experiment of Dr. Sarconi
The Experiment of Dr. Sarconi (lett. "L'esperimento del dottor Sarconi") è un racconto di fantascienza scritto da Harry Bates e pubblicato nel luglio del 1940 sulla rivista Thrilling Wonder Stories. Il racconto è inedito in italiano.